# Erik von Heimburg
Erik Paul Anno von Heimburg (* 6. Oktober 1892 in Karlsruhe; † 14. Mai 1946 bei Minsk, Weißrussische Sozialistische Sowjetrepublik) war ein deutscher SS-Brigadeführer und Generalmajor der Polizei.

## Herkunft
Erik war Sohn des späteren preußischen Generalmajors Paul von Heimburg (1851–1936) und dessen Ehefrau Cornelia, geborene Schädtler (1861–1938). Sein Bruder Heino (1889–1945) wurde deutscher Vizeadmiral.

## Leben
Von 1904 bis 1911 besuchte er die Kadettenanstalten in Plön und Köslin und legte das Abitur an der Hauptkadettenanstalt in Groß-Lichterfelde ab. Ab 1914 nahm er aktiv am Ersten Weltkrieg teil, aus dem er schwerbeschädigt zurückkehrte. Nach Kriegsende trat er 1919 in Hamburg in den Polizeidienst ein und stieg bis 1937 zum Oberst auf. Am 15. Juni 1937 beantragte er die Aufnahme in die NSDAP und wurde rückwirkend zum 1. Mai desselben Jahres aufgenommen (Mitgliedsnummer 4.230.308). Spätestens 1938 wurde er Kommandeur der Schutzpolizei in Essen.
Ab 1939 war er erneut in Hamburg tätig und trat 1939 der SS (SS-Nummer 337.729) bei. Nach Beginn des Zweiten Weltkrieges am 1. September 1939 wurde er als Befehlshaber der Ordnungspolizei in Stettin eingesetzt. Im Dezember 1941 wechselte er als Kommandeur der Ordnungspolizei nach Charkow und später nach Minsk in den Generalbezirk Weißruthenien. 1942 wurde er zum SS-Brigadeführer und Generalmajor der Polizei befördert. Von Juli 1942 bis September 1943 war er Kommandeur der Schutzpolizei in Hamburg. Von Oktober 1943 bis August 1944 war Erik von Heimburg als Befehlshaber der Ordnungspolizei in Kopenhagen tätig. Von Oktober 1944 bis Anfang Mai 1945 war er als Kommandeur der Schutzpolizei in Berlin eingesetzt.
Nach der Besetzung Berlins durch sowjetische Truppen wurde er am 5. Mai 1945 verhaftet und in die Sowjetunion gebracht, wo er am 8. März 1946 aufgrund vorgeworfener Kriegsverbrechen durch ein sowjetisches Militärgericht zum Tod durch Erschießen verurteilt wurde. Ein Gnadengesuch wurde am 14. Mai 1946 abgelehnt und das Urteil danach in Weißrussland vollzogen.

## Familie
Erik von Heimburg war seit 4. Dezember 1929 mit Gesa geborene Lutteroth, Tochter von Dr. jur. Alexander Lutteroth aus Hamburg, verheiratet.